# Стан (Фировский район)
Стан — деревня в Фировском районе Тверской области. Входит в состав Великооктябрьского сельского поселения.
Находится в 21 километрах к югу от районного центра посёлка Фирово, на берегу реки Цны.
Население по переписи 2010 года — 68 человек.

## История
Входила в состав Иванодворской волости Осташковского уезда.
В 1859 году в деревне 57 дворов, 197 жителей.